# Hoplosebastes armatus
El Hoplosebastes armatus es una especie de pez escorpión nativo del los alrededores de Japón y del mar de China Oriental en el océano Pacífico. Esta especie crece a un ritmo de 12,3 centímetros SL. Es el único miembro conocido de este género.